# پاولو ویگدرهاوس
پاولو ویگدرهاوس (اوکراینی: Павло Ісаакович Вігдергауз؛ ۷ سپتامبر ۱۹۲۵ – ۱۱ فوریهٔ ۲۰۱۳) معمار اهل اتحاد جماهیر شوروی سوسیالیستی بود.
وی همچنین برندهٔ جوایزی همچون جایزه دولتی اتحاد شوروی، نشان جنگ میهنی، مدال تسخیر وین، و نشان برای شجاعت شده‌است.